# Імператор (почесний титул)
Імператор (лат. Imperator — повелитель, господар, полководець) — давньоримський почесний військовий титул, найбільш поширений у часи пізньої Римської республіки.
У римській республіканській літературі та епіграфіці імператор був магістратом з імперією (верховною владою). Але також, головним чином у пізнішій Римській республіці та під час пізніх республіканських громадянських війн, імператор був почесним титулом. Після особливо великої перемоги війська на місцях оголошували свого командира-імператора — це була акламація, необхідна для того, щоб командир подав заявку в сенат на тріумф. Після того, як він був визнаним імператором, воєначальник мав право використовувати назву після свого імені до часу відбуття тріумфу, після чого він відмовлявся від титулу, а також від своєї імперії. Ніяких змін правового статусу він не давав. Титул імператора і тріумф були максимальним можливим досягненням для римських воєначальників Римської республіки. Почесний військовий титул було запроваджено в період Другої Пунічної війни, першим імператором став Публій Корнелій Сципіон Африканський. Оскільки тріумф був метою багатьох політично амбітних римських полководців, історія Римської республіки сповнена випадків, коли легіони були підкуплені, щоб назвати їхнього командира імператором.
Октавіан Август першим почав використовувати цей титул перед своїм ім'ям, а не після нього, як це було прийнято. Останнім імператором-не принцепсом був Квінт Юній Блез. Після 22 року н. е. титул імператора став прерогативою виключно імператорів у традиційному розумінні слова, а пізніше його стали приймати і претенденти на правління в Римі. У результаті, основним значенням терміна стало політичне позначення верховного правителя. З падінням Західної Римської імперії у 476 р. н. е. титул зберігся у Східній Римській імперії (Візантії) аж до її падіння.